# Miroslav Macek
Miroslav Macek (7. prosince 1944 Litomyšl – 1. května 2024 Zábřeh) byl český stomatolog, publicista, překladatel, politický komentátor, po sametové revoluci československý politik za Občanské fórum, později spoluzakladatel Občanské demokratické strany a její místopředseda, poslanec Sněmovny lidu a Sněmovny národů Federálního shromáždění a místopředseda federální vlády Jana Stráského – pověřený řízením ministerstva práce a sociálních věcí a federálního výboru pro životní prostředí.

## Životopis

### Politická dráha
Vystudoval stomatologii na Lékařské fakultě Univerzity Palackého v Olomouci, studium dokončil v roce 1967. V letech 1967–71 pracoval jako zubní lékař na Hornické poliklinice v Ostravě, v letech 1971–90 na Obvodním zdravotním středisku v Postřelmově. Profesně je k roku 1990 uváděn jako lékař, bytem Zábřeh.
V lednu 1990 zasedl v rámci procesu kooptací do Federálního shromáždění po sametové revoluci do Sněmovny lidu (volební obvod č. 131 – Šumperk, Severomoravský kraj), jako bezpartijní poslanec, respektive poslanec za Občanské fórum. Ve volbách roku 1990 přešel do české části Sněmovny národů coby poslanec OF. V průběhu funkčního období se stal členem poslaneckého klubu nově zřízené Občanské demokratické strany. Patřil k zakladatelům ODS. Již 4. března 1991 se stal místopředsedou přípravného výboru ODS. Do funkce místopředsedy strany ho zvolil ustavující kongres ODS v dubnu 1991. Za ODS obhájil mandát ve volbách roku 1992. Ve Federálním shromáždění setrval do zániku Československa v prosinci 1992.
V měsících před rozpadem Československa zastával významné posty v poslední federální vládě ČSFR (vláda Jana Stráského), v níž působil jako její místopředseda. Zároveň byl v tomto kabinetu pověřeným ministrem práce a sociálních věcí ČSFR a také působil jako předseda Federálního výboru pro životní prostředí. V roce 1992 byl za zrušení tohoto výboru nominován na cenu Ropák roku.
V roce 1992 čelil aféře s privatizací Knižního velkoobchodu. Zjistilo se, že společnost, v níž měl Macek podíl, získala v privatizaci velký nemovitý majetek. Výkonná rada ODS poměrem 9:4 přijala Mackovo vysvětlení, nicméně jeho politická kariéra utrpěla a Macek během roku 1992 odešel z postu místopředsedy ODS. Do vedení strany se vrátil roku 1993 po 4. kongresu ODS v Kopřivnici, kdy se stal členem výkonné rady ODS za severní Moravu.
V srpnu 1996 se stal tajemníkem ministra zdravotnictví Jan Stráského a po 7. kongresu ODS téhož roku v prosinci opět členem vedení strany. Během roku 1997 se postupně profiloval jako kritik vedení ODS a otevřeně nesouhlasil v některých bodech s předsedou Václavem Klausem. V září 1997 publikoval kritickou analýzu nazvanou Věc: Krize důvěry, kterou bez předchozí konzultace uvnitř strany zveřejnil. V analýze konstatoval, že strana nedokončila privatizaci a zúžila svůj transformační étos jen na ekonomiku. V listopadu 1997 dal k dispozici svou místopředsednickou funkci a 18. listopadu 1997 publikoval další analýzu Co dělat, v níž navrhoval zahájit přípravu na předčasné volby. Po takzvaném Sarajevském atentátu, při němž koncem listopadu Ivan Pilip a Jan Ruml vyzvali v nepřítomnosti Václava Klause k jeho rezignaci, se ovšem postavil za tehdejšího předsedu ODS. Na mimořádném kongresu ODS v prosinci 1997 byl zvolen místopředsedou strany.
Posléze působil jako stínový ministr zdravotnictví. V roce 2001 čelil další aféře. Byl kritizován za svou roli poradce a konzultanta pro Erste Bank při privatizaci České spořitelny, která mu měla vynést mnohamilionový honorář. 11. září 2001 reagoval rezignací na post místopředsedy ODS a oznámil, že se o tento post nebude ucházet ani na následujícím kongresu.
Politicky se profiloval jako výrazný odpůrce socialismu a levice. Také souhlasil s vedením ODS ve věci zdrženlivého a spíš nesouhlasného postoje k zásahu NATO proti srbsko-černohorské Jugoslávii a veřejně zásah kritizoval.
Dne 12. dubna 2012 ve svých glosách uvedl, že u příštích voleb „nebude taktizovat“ a bude volit Stranu svobodných občanů a také že se „vynasnaží o tom přesvědčit co nejvíce lidí“. Jeho další vztah k ODS se měl podle glosy z 30. srpna 2013 vyvíjet podle úbytku lidí z kandidátek, kteří „mohou za její současný stav“.
22. února 2022 Miroslav Macek zaslal a poté zveřejnil otevřený nesouhlasný dopis premiérovi a předsedovi ODS Petru Fialovi, ve kterém vyjádřil znepokojení nad vládním umožněním zablokování některých českých dezinformačních webů ze strany organizace CZ.NIC. Weby byly následně v květnu 2022 organizací odblokovány, k čemuž byl udán důvod, že již nepředstavují bezpečnostní hrozbu. 29. února 2024 Městský soud v Praze konstatoval, že následné blokování webů ze strany internetových operátorů, kteří tak učinili na doporučení vlády, bylo nezákonné.
Zemřel 1. května 2024 ve věku 79 let na rakovinu.

## Osobní život a zájmy
S první manželkou Alexandrou se rozešli v roce 2001, měli spolu syna Miroslava a dceru Alexandru. V dubnu 2001 se podruhé oženil, a to s Janou Blochovou, s níž se seznámil v roce 1991 v kanceláři ODS. Manželství skončilo rozvodem v roce 2009. Potřetí se oženil v roce 2015 s Petrou Hrochovou (* 1986).
Dne 20. května 2006 na sjezdu stomatologické komory fyzicky napadl ministra zdravotnictví Davida Ratha (ČSSD), který předtím prohlásil, že se Macek oženil se svou manželkou jen kvůli penězům. Za tento čin byl žalován a pražský vrchní soud rozhodl v únoru 2009, že je povinen se Rathovi omluvit a vyplatit mu odškodnění ve výši 100 000 korun.
Podle svého vlastního vyjádření byl prvním členem organizace MENSA za železnou oponou, byl dlouholetým členem Svazu českých filatelistů, České numismatické společnosti, Spolku českých bibliofilů, Hollara,[zdroj⁠?!] Spolku sběratelů a přátel exlibris, Společnosti bratří Čapků. Byl rovněž členem Genealogické a heraldické společnosti, Svazu československých fotografů, spolku zahrádkářů a mnoha dalších.
Mimo jiné glosoval politické dění na svých webových stránkách (blogu) „Viditelný Macek“ a jeho komentáře se často objevovaly i v různých českých denících.

## Překladatelská a literární činnost
Ve volném čase překládal z anglické literatury, v článcích na internetu i v tisku glosoval aktuální politické dění.

### Seznam překladů a publikací
- Paul Emil Erdman: Miliardová tutovka (The Billion Dollar Sure Thing; R, Praha, Cesty 1996)
- Edgar Allan Poe: Krkavec (The Raven; B, Praha, Martin Dyrynk 1992; in: Havran / Krkavec, Praha, Nadace Lyry Pragensis 1993)
- William Shakespeare: Sonety (Sonnets; BB, Praha, Lyra Pragensis 1992; Praha, Nadace Lyry Pragensis 1996; Praha, AudioStory 1996, zvukový záznam)
- „Jak se stát labužníkem aneb Kuchařka pro snoby (napsaná dvěma z nich)“.
- Saturnin se vrací, 2017
- Samomluvy Miroslava Macka, 2018
- 3 x na horké stopě: Povídky ve stylu klasických detektivních škol, 2018
- Ona, oni a já aneb Vychovatelem snadno a rychle, 2018
- Tři muži v automobilu, 2019
- Ona a já aneb manželem snadno a rychle: Úsměvné příhody mladého páru na startu společné cesty životem, 2020
- Saturnin zasahuje, 2020
- Záhada zamčeného pokoje: Tucet detektivních povídek, 2021
- Saturnin se představuje, 2021
- Případ přelétavého starožitníka, 2023
- Saturnin při chuti, 2023
- Řada glos na jeho webu Viditelný Macek  a Virtually.cz  i v tisku